# سلام نازی

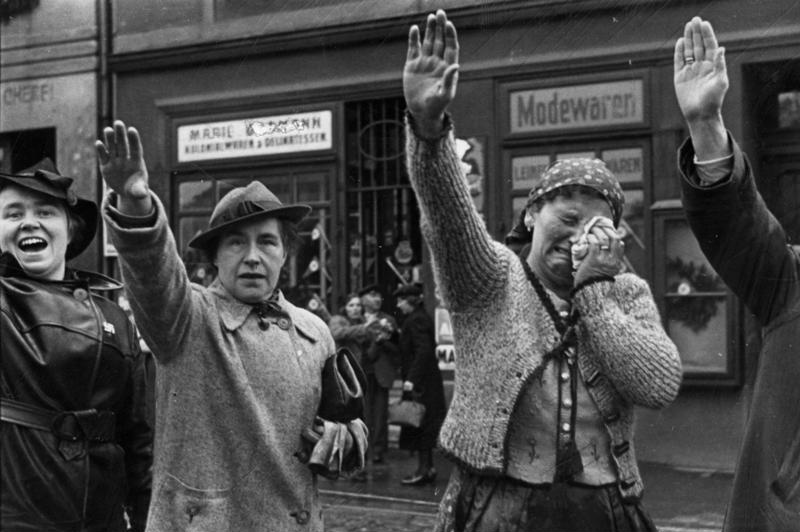
مردم شهر اگر در سال ۱۹۳۸ به سربازان آلمانی با درود آلمانی خوشامد می‌گویند.

سلام نازی یا درود نازی (به انگلیسی: Nazi salute) یا درود هیتلری (به آلمانی: Hitlergruß) که در دوره حکومت نازی، درود آلمانی (به آلمانی: Deutscher Gruß) نامیده می‌شد، نوعی سلام فرستادن و ژست متداول در آلمان نازی بود که در آن دست راست خود را بالا می‌آوردند و بلند و محکم می‌گفتند: «هایل هیتلر» یعنی «زنده‌باد هیتلر» یا «هایل ماین فیوقا» یعنی «زنده‌باد پیشوای من». سلام نازی به شکل رسمی در سال ۱۹۲۶ توسط حزب نازی اتخاذ شد؛ گرچه، در میان این حزب از سال ۱۹۲۱ استفاده می‌شد. این نوع سلام فرستادن، ریشه در روم باستان دارد و به آن سلام رومی می‌گویند. این ژست امروزه در آلمان، غیرقانونی است. قانون اساسی آلمان، سلام نازی را فرمی از نمایش نمادهای نازی به حساب می‌آورد و آن را جرم تلقی می‌کند.